# Beringin Raya (Muara Bangka Hulu)
Beringin Raya is een bestuurslaag in het regentschap Bengkulu van de provincie Bengkulu, Indonesië. Beringin Raya telt 2011 inwoners (volkstelling 2010).